# مارغريت همفريز
مارغريت همفريز (بالإنجليزية: Margaret Humphreys)‏ هي عاملة إجتماعية وكاتِبة بريطانية، ولدت في 1944 في نوتنغهام في المملكة المتحدة.